# 美丽崖豆藤
美丽崖豆藤（学名：Callerya speciosa），俗稱牛大力，为豆科的植物，舊屬崖豆藤属（Millettia），今屬昆明鸡血藤属（Callerya）。其种加词“speciosa”意为“外表美丽的”。
现接受名为南海藤（Nanhaia speciosa (Champ. ex Benth.) J.Compton & Schrire, 2019）。
本物種分布于越南、香港以及中国大陆的湖南、云南、贵州、福建、广东、广西、海南等地，生长于海拔1,500米的地区，多生在疏林、灌丛及旷野，目前尚未由人工引种栽培。可熬湯入藥。

## 别名
牛大力，牛大力藤（海南植物志），山莲藕（广西）